# Estación de Figueras
Figueras (en catalán y según Adif Figueres) es una estación ferroviaria situada en la ciudad española de Figueras. Fue inaugurada en 1965 sustituyendo a la histórica estación de la ciudad abierta en 1877. En el año 2010 sus servicios de Media Distancia fueron utilizada por más de 1,2 millones de pasajeros.
Dispone de servicios de Media Distancia operados por Renfe. Los servicios de Alta Velocidad transcurren por la estación de Vilafant abierta a finales del año 2010.
La estación, propiedad de Adif, se encuentra muy cerca del centro urbano en la plaza de la Estación.

## Situación ferroviaria
La estación se encuentra en el punto kilométrico 71,1 de la línea Barcelona-Cerbère en su sección Massanet-Massanas a Port Bou y Cerbère a 29,7 metros de altitud. El tramo es de vía doble y está electrificado.

## Historia

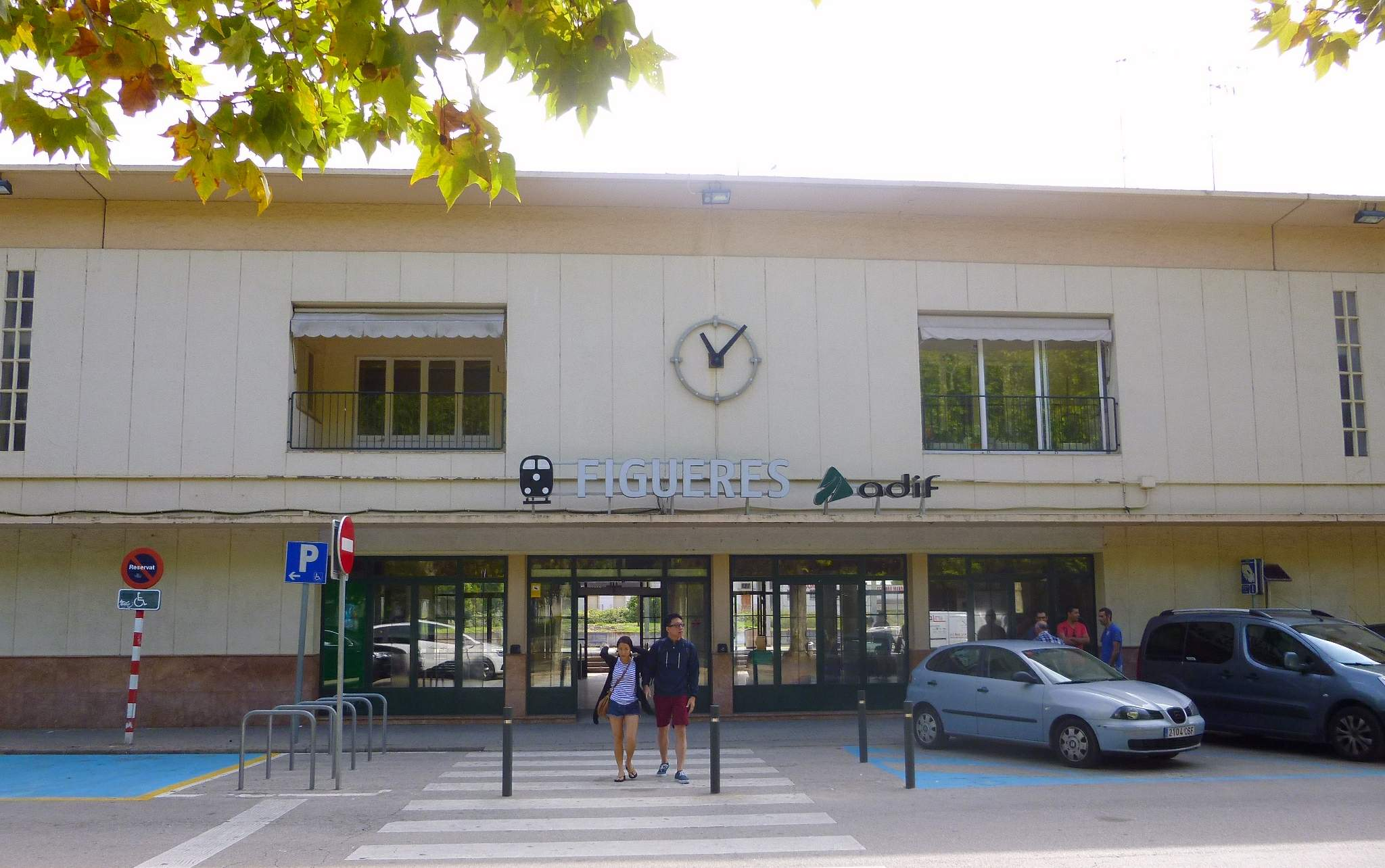
Acceso a la Estación de Figueras

La estación fue inaugurada el 28 de octubre de 1877 con la puesta en marcha del tramo Gerona - Figueras de la línea que pretendía unir Barcelona con la frontera francesa. Las obras corrieron a cargo de la Compañía de los ferrocarriles de Tarragona a Barcelona y Francia (TBF) fundada en 1875. En 1889, TBF acordó fusionarse con la poderosa MZA. Dicha fusión se mantuvo hasta que en 1941 la nacionalización del ferrocarril en España supuso la desaparición de todas las compañías privadas existentes y la creación de RENFE. 
El 10 de febrero de 1965 Jorge Vigón, Ministro de Obras Públicas de la época inauguró el nuevo edificio de la estación de Figueras sustituyendo al construido en 1877. En total este nuevo recinto de dos plantas tuvo un coste de más de 3 millones de pesetas.
Desde el 31 de diciembre de 2004 Renfe Operadora explota los servicios en la línea mientras que Adif es la titular de las instalaciones ferroviarias.

## La estación
El edificio para viajeros es una estructura sobria y funcional, de base rectangular y dos alturas situada de forma paralela a las vías. Cuenta con puntos de información, venta de billetes, máquinas expendedoras, aseos, cafetería, quiosco y empresas de alquiler de coches. 
En total dispone de nueve vías (dos principales, dos derivadas y cinco vías de apartado) y tres andenes, uno lateral y dos centrales. Todos ellos cuentan con marquesina propia. Los cambios de andén se realizan gracias a pasos subterráneos. 
En el exterior hay una zona de aparcamiento habilitada.

## Servicios ferroviarios

### Larga Distancia
La cercanía con Francia hacía que Figueras fuera paso obligado de un gran número de trenes internacionales con destino al país galo. Dichas conexiones que se realizaban desde Barcelona, Madrid, el Levante y la Comunidad Murciana existían tanto con trenes Talgo como los nocturnos Trenhotel y Estrella. En la actualidad, los trenes internacionales de largo recorrido discurren por la estación de Figueras-Vilafant usando las líneas de alta velocidad Madrid-Frontera francesa y Figueras-Perpiñán.

### Media Distancia
El tráfico de Media Distancia que posee la estación es especialmente significativo en la medida en que todas las relaciones existentes que salen de Barcelona con destino a Port-Bou y Cerbère y viceversa tienen parada en la estación. Los trenes usados son tanto MD como Regional. 

### Cercanías
Figueras es la estación terminal de la línea RG1 de Cercanías de Gerona.